# Nouvelle Université bulgare
La Nouvelle Université bulgare (en bulgare Нов български университет), en abrégé NBU, est une université bulgare située à Sofia fondée en septembre 1991. Elle accueille environ 7 500 étudiants. Le recteur en est l'historien de la littérature Plamen Dojnov depuis 2020.